# Lista de pinturas da Biblioteca Nacional de Portugal
Esta é uma lista das pinturas da colecção da Biblioteca Nacional de Portugal.
A colecção inclui duas galerias, a Galeria dos Padres Oratorianos, proveniente de um dos conventos extintos em 1834 e a Galeria dos Directores, representando antigos directores da Biblioteca Nacional.

## Biblioteca Nacional de Portugal
| Imagem | Título              | Descrição                      | Retratado        | Autor            | Data      | Nº de Inventário | Material          | Referência |
| ------ | ------------------- | ------------------------------ | ---------------- | ---------------- | --------- | ---------------- | ----------------- | ---------- |
|        | D. Afonso Henriques | pintura de D. Afonso Henriques | Afonso Henriques | No/unknown value | Século 16 | Inv. 10932       | tela tinta a óleo |            |

## Colecção de Pintura da BNP
| Imagem | Título                     | Descrição                                                                    | Retratado                                   | Autor                  | Data              | Nº de Inventário | Material          | Referência |
| ------ | -------------------------- | ---------------------------------------------------------------------------- | ------------------------------------------- | ---------------------- | ----------------- | ---------------- | ----------------- | ---------- |
|        | Frei Gaspar da Encarnação  | Retrato de corpo inteiro do Reitor da Universidade de Coimbra                | Frei Gaspar da Encarnação comprimento total | pintor português       | entre 1752 e 1800 | Inv. 13474       | tinta a óleo tela | []         |
|        | Frei João de Nossa Senhora | retrato de Frei João de Nossa Senhora, obra de Berardo Pereira Pegado (1758) | João de Nossa Senhora comprimento total     | Berardo Pereira Pegado | 1758              | Inv. 13475       | tela tinta a óleo | []         |
|        | Padre Manuel Bernardes     | retrato em busto de Padre Manuel Bernardes                                   | Manuel Bernardes                            | pintor português       | entre 1700 e 1800 | Inv. 13479       | tinta a óleo tela | []         |

## Galeria dos Directores
| Imagem | Título                   | Descrição                           | Retratado                        | Autor             | Data | Nº de Inventário | Material          | Referência |
| ------ | ------------------------ | ----------------------------------- | -------------------------------- | ----------------- | ---- | ---------------- | ----------------- | ---------- |
|        | Afonso Bourbon e Meneses | pintura de Afonso Bourbon e Meneses | Afonso Augusto Bourbon e Menezes | Helena de Meneses | 1938 | Inv. 17440       | tela tinta a óleo |            |

## Galeria dos Padres Oratorianos
| Imagem | Título                        | Descrição | Retratado             | Autor            | Data              | Nº de Inventário | Material          | Referência |
| ------ | ----------------------------- | --- | --------------------- | ---------------- | ----------------- | ---------------- | ----------------- | ---------- |
|        | Padre José Vaz                | Retrato em busto do clérigo secular (1651-1711) da Congregação do Oratório de São Filipe de Neri beatificado em 1995 (Papa João Paulo II) | José Vaz              | pintor português | entre 1700 e 1750 | Inv. 14496       | tinta a óleo tela |            |
|        | Irmão Pedro de Alpoim         | Retrato em busto do clérigo secular (?-1690) da Congregação do Oratório de São Filipe de Neri                                             | sacerdote             | pintor português | entre 1700 e 1750 | Inv. 14497       | tinta a óleo tela |            |
|        | Padre Manuel Bernardes        | Retrato em busto do clérigo secular (1644-1710) da Congregação do Oratório de São Filipe de Neri                                          | Manuel Bernardes      | pintor português | entre 1700 e 1750 | Inv. 14492       | tinta a óleo tela |            |
|        | Candido Lusitano              | Retrato em busto do clérigo secular (1793-1810) da Congregação do Oratório de São Filipe de Neri                                          | Francisco José Freire | pintor português | entre 1700 e 1750 | Inv. 14491       | tinta a óleo tela |            |
|        | Padre Manuel Rodrigues Leitão | Retrato em busto do clérigo secular (1630-1691) da Congregação do Oratório de São Filipe de Neri                                          | sacerdote             | pintor português | entre 1700 e 1750 | Inv. 14490       | tinta a óleo tela |            |
|        | Padre António dos Reis        | Retrato em busto do clérigo secular (1690-1738) da Congregação do Oratório de São Filipe de Neri                                          | António dos Reis      | pintor português | entre 1700 e 1750 | Inv. 14488       | tinta a óleo tela |            |
|        | Padre Sebastião Ribeiro       | Retrato em busto do clérigo secular (?-1717) da Congregação do Oratório de São Filipe de Neri                                             | sacerdote             | pintor português | entre 1700 e 1750 | Inv. 14482       | tinta a óleo tela |            |
|        | Padre Filipe Neri             | Retrato em busto do clérigo secular (?-1755) da Congregação do Oratório de São Filipe de Neri                                             | sacerdote             | pintor português | entre 1700 e 1750 | Inv. 14478       | tinta a óleo tela |            |
|        | Padre Luís Cardoso            | Retrato em busto do clérigo secular (?-1766) da Congregação do Oratório de São Filipe de Neri                                             | Luís Cardoso          | pintor português | entre 1700 e 1750 | Inv. 14479       | tinta a óleo tela |            |
|        | Padre Teodósio de Andrade     | Retrato em busto do clérigo secular (?-1740) da Congregação do Oratório de São Filipe de Neri                                             | sacerdote             | pintor português | entre 1700 e 1750 | Inv. 14480       | tinta a óleo tela |            |
|        | Padre Pedro Alvares           | Retrato em busto do clérigo secular (1674-1739) da Congregação do Oratório de São Filipe de Neri                                          | sacerdote             | pintor português | entre 1700 e 1750 | Inv. 14481       | tinta a óleo tela |            |
|        | Padre Manuel de Pina          | Retrato em busto do clérigo secular (?-1732) da Congregação do Oratório de São Filipe de Neri                                             | sacerdote             | pintor português | entre 1700 e 1750 | Inv. 14483       | tinta a óleo tela |            |
|        | Irmão Manuel dos Santos       | Retrato em busto do clérigo secular (?-1723) da Congregação do Oratório de São Filipe de Neri                                             | sacerdote             | pintor português | entre 1700 e 1750 | Inv. 14484       | tinta a óleo tela |            |
|        | Padre António de Faria        | Retrato em busto do clérigo secular (?-1737) da Congregação do Oratório de São Filipe de Neri                                             | sacerdote             | pintor português | entre 1700 e 1750 | Inv. 14485       | tinta a óleo tela |            |
|        | Padre Vicente Dias            | Retrato em busto do clérigo secular (?-1720) da Congregação do Oratório de São Filipe de Neri                                             | sacerdote             | pintor português | entre 1700 e 1750 | Inv. 14487       | tinta a óleo tela |            |
|        | Irmão Manuel Domingues        | Retrato em busto do clérigo secular (?-1772) da Congregação do Oratório de São Filipe de Neri                                             | sacerdote             | pintor português | entre 1700 e 1750 | Inv. 14489       | tinta a óleo tela |            |
|        | Padre Bento Correia           | Retrato em busto do clérigo secular (?-1721) da Congregação do Oratório de São Filipe de Neri                                             | sacerdote             | pintor português | entre 1700 e 1750 | Inv. 14493       | tinta a óleo tela |            |
|        | Padre Manuel Ribeiro          | Retrato em busto do clérigo secular (?-1742) da Congregação do Oratório de São Filipe de Neri                                             | sacerdote             | pintor português | entre 1700 e 1750 | Inv. 14494       | tinta a óleo tela |            |
|        | Irmão Cristóvão Francisco     | Retrato em busto do clérigo secular (?-1730) da Congregação do Oratório de São Filipe de Neri                                             | sacerdote             | pintor português | entre 1700 e 1750 | Inv. 14495       | tinta a óleo tela |            |
|        | Padre Manuel Consciência      | Retrato em busto do clérigo secular (1669-1739) da Congregação do Oratório de São Filipe de Neri                                          | sacerdote             | pintor português | entre 1700 e 1750 | Inv. 14498       | tinta a óleo tela |            |